# Université Tribhuvan
L'université Tribhuvan est une université située à Kathmandou au Népal. Fondé en 1959, Tribhuvan est le premier établissement d'enseignement secondaire du Népal. L'université accueille environ 600 000 étudiants.
Gérard Toffin, fondateur du Centre d'études himalayennes du CNRS français a signé des accords avec le Département d'Archéologie, puis avec le Centre d'études asiatiques et népalaises de l'Université Tribhuvan.

## Campus
- Mahendra Multiple Campus, à Dharan, un des plus grands campus affiliés à l'université.

## Personnalités liées à l'université
- Parijat (1937-1992), romancière et poète.
- Gagan Thapa (1976), homme politique membre du congrès népalais.